# Осада Бадахоса (1705)
Осада Бадахоса (англ. Siege of Badajoz) — осада союзными португало-англо-голландскими войсками под командованием графа Голуэйя испанской крепости Бадахос, длившаяся со 2 по 17 октября 1705 года в ходе войны за испанское наследство. Осада была прекращена после подхода французских войск маршала Тессе.

## История
В начале июня союзники осадили Бадахос, последнюю крепость, защищавшую границу Эстремадуры. Его захват также открыл бы дорогу, ведущую в Мадрид. Это место защищал Антонио Луис де Соуза с 1000 человек. Однако маршал де Тессе послал кавалерийский корпус, чтобы освободить город, и союзники отступили в Кайю.
Осенью 1705 года французский маршал Тессе из-за недостатка продовольствия вывел из Эстремадуры французские и испанские войска, оставив только слабый гарнизон в Бадахосе. 
Пользуясь этим, союзный корпус португальских, английских и голландских войск из 39 батальонов и 5000 кавалерии под командованием графа Голуэя вступил со стороны Эльваса в Эстремадуру и 2 октября осадил Бадахос. Союзники не смогли полностью окружить Бадахос, который продолжал получать припасы и подкрепления с правого берега реки Гвадиана. 
5 октября две батареи союзников, расположенные в Пикуринье и Осарио, открыли огонь по стенам Бадахоса. В ночь на 6 октября были открыты траншеи и работы шли так успешно, что к 11 октября осаждающие достигли прикрытого пути и готовились к приступу.
11 октября союзники открыли атаку на Бадахос, используя 30 орудий и 12 мортир. Однако артиллерия обороняющихся ответила очень эффективно, задержав осадные работы, и подожгла батарею. Голуэй был тяжело ранен (потерял руку), и генералу Фагелю пришлось взять на себя ответственность за осаду. Тем не менее артиллерии союзников удалось проделать в бастионе Сан-Педро брешь шириной 50 м. Генерал Фагель не осмелился начать штурм из-за близости небольшой франко-испанской армии помощи.
14 октября появился Тессе с 33 батальонами, 19 эскадронами и сильной артиллерией против левого фланга неприятельского лагеря, примыкавшего к Гвадиане. Переправа через реку находилась под контролем осаждавших и была защищена 2 редутами, так что Тессе пришлось ограничиться канонадой с противоположного берега, продолжавшейся весь день. Но уже на следующую ночь союзники стали готовиться к снятию осады и 17 числа отступили за португальскую границу, бросив под крепостью часть своего обоза и утопив в Гвадиане несколько орудий. Их потери в людях в ходе осады составили до 1200 человек.